# Carlo Porta
Carlo Porta, född 15 juni 1775 i Milano, död 5 januari 1821, var en italiensk poet.